# Le Monde des religions
Le Monde des religions est un magazine français qui présente les religions et les spiritualités de l’humanité. Il est né en 2003 de l’association de deux grands groupes de presse : le groupe La Vie et Le Monde, quotidien généraliste national. Sa parution imprimée cesse en juin 2020 pour devenir une section sur le site web du journal Le Monde.

## Histoire
En 1953, les dominicains de la province de France fondent la revue L'Actualité religieuse dans le monde. Dès 1955, la revue devient ICI (Informations Catholiques Internationales), sous la direction de Georges Hourdin. En 1983, la revue reprend son titre initial, L'Actualité religieuse dans le monde, à l'initiative du rédacteur en chef, Joseph Limagne, avant de devenir, en 1998, sous la direction de Jean-Claude Petit, L'Actualité des religions. Le Groupe Le Monde rachète en 2003 L'Actualité des religions et le rebaptise Le Monde des religions.
De 2005 à 2013, sous la direction de Frédéric Lenoir, le bimestriel s'impose comme une référence, fort d'une diffusion de 40 000 exemplaires dans seize pays francophones.
Selon les mots de sa rédactrice en chef Virginie Larousse, l'ambition du Monde des religions est de comprendre l'actualité et les grandes pensées religieuses « dans une approche résolument laïque, interreligieuse et culturelle ». Janvier 2014 marque l'arrivée d'une formule repensée du magazine, avec une nouvelle maquette et un tout nouveau rubriquage. Chaque numéro s'articule entre actualité du fait religieux, approfondissement d'une thématique par un grand dossier et clés pour mieux comprendre l'expression de telle ou telle spiritualité. Une place plus grande est laissée aux rencontres, débats et portraits.  
En juin 2020 est publié le dernier numéro bimensuel imprimé. Le Monde des religions se poursuit comme section du site du Monde, associant articles des auteurs du magazine et ceux du journal. Même si les finances du bimensuel n'étaient pas inquiétantes, il a été préféré cette transformation face aux problèmes de distribution de 2020 (grèves, confinement, faillite de Presstalis), l'équipe du magazine n'excluant pas de publier des hors-séries à l'avenir.